# 梁勤
梁勤，《魏書》作梁懃，《周書》作梁勒，為有記載的宕昌國第一位稱王者，史書謂其「世為酋帥，得羌豪心，乃自稱王焉。」在位期間不詳。其孫為梁彌忽，惟彌忽是否直接繼梁勤之位亦不詳。
| 前任： — | 宕昌王 ？ | 繼任： 孫梁彌忽 |